# Layla
Layla (äv. Leyli, av arabiska natt), kvinnlig mytologisk figur inom sufismen. Mest känd från den arabiska kärlekssagan Layla och Majun. Antagligen är Layla och Lilith ursprungligen identiska, men i sufisk tradition har Layla kommit att ha en betydligt mer positiv framtoning som symbol för den sanna kärleken, medan Lilith framställs som en succuba och lilims moder.
Detta drama om Layla och Majun har samma esoteriska innebörd som Atmans kvinnliga och manliga sida, dvs Manas (manliga) och Buddhi (kvinnliga) är förälskade i varandra. Inom mystiken brukar detta kallas för det heliga äktenskapet. 